# أندرياس سوراتمان
أندرياس سوراتمان (مواليد 5 يونيو 1937) هو مبارز بالسيف إندونيسي، مثّل بلاده في الألعاب الأولمبية الصيفية 1960.

## روابط خارجية
أندرياس سوراتمان على موقع أوليمبيديا (الإنجليزية)